# AIF-1
AIF-1 (allograft inflammatory factor, ionized calcium-binding adapter molecule 1, IBA1) je protein vázající aktin a vápník. Je exprimován především na mikrogliích a makrofázích a jeho indukce může přispět k jejich aktivaci. Aktivace AIF-1 může být podporována působením naříklad IFN-γ a IL-1β. Zvýšená exprese AIF-1 přispívá dále k sekreci cytokinů, jako je IL-6 a celé řady chemokinů. AIF-1 také může ovlivnit T-buněčnou odpověď. Bylo ukázáno, že v T-buňkách podporuje expresi IFN-γ a IL-2 a naopak snížuje expresi IL-10 a TGF-β. Zároveň bylo ukázáno, že snížuje polarizaci směrem k T regulačním buňkám.

## Klinický význam

### Role při rozvoji rakoviny
Bylo ukázáno, že v nádorové buněčné linii a v nádorové tkáni je oproti zdravým kontrolám zvýšena exprese pro AIF-1. Jednou z možností, jak AIF-1 může přispět k rozvoji rakoviny je zapojení v indukci zvýšené proliferace a migrace nádorových buněk. AIF-1 zvyšuje v buňkách aktivaci NF-KB a následně zvýšenou expresi cyklinu D1, který podporuje proliferaci a migraci. Mutace v tomto genu bývá spojována s výskytem rakoviny. Další možností, kterou zvýšená aktivace AIF-1 může přispět k rozvoji onemocnění, je inhibice apoptózy buněk.

### Role v revmatoidní artritidě
AIF-1 může hrát roli také při rozvoji revmatoidní artritidy, vzhledem k jeho zvýšené expresi v synoviální tkáni pacientů trpící tímto onemocněním. Vyšší hladiny exprese AIF-1 byly zaznamenány na fibroblastech a synoviálních buňkách, u kterých podporuje proliferaci, ale také na buňkách imunitního systému infiltrujících tkáň.

### Role při onemocnění ledvin
Exprese AIF-1 je spojována také s onemocnění ledvin, především s rozvojem fibrózy. Zvýšená exprese AIF-1 vede u makrofágů k signalizaci přes proteinkinázu B a mTOR. Zvýšená exprese AIF-1 vde také k vyšší aktivaci NADPH oxidázy 2, což následně přispívá k vyššímu oxidativnímu stresu v buňkách a dalšímu rozvoji poškození tkáně.